# Un tocco di genio
Un tocco di genio (Just Our Luck) è una serie televisiva statunitense in 13 episodi trasmessi per la prima volta nel corso di una sola stagione nel 1983.
È una sitcom a sfondo fantastico incentrata sulle vicende di un mite meteorologo televisivo, Keith Burrows, che libera per un caso il bizzarro genio di colore Shabu, amante del divertimento che è stato imprigionato nella sua bottiglia per quasi due secoli.
La serie fu male accolta dalla critica e fu oggetto di controversie quando la NAACP la accusò di promuovere gli stereotipi negativi degli afro-americani, con tematiche quali il rapporto servo-padrone tra i due protagonisti. La NAACP originariamente avviò una campagna per la rimozione della serie dal palinsesto della ABC, ma in seguito si stabilì un certo grado di controllo creativo nello sviluppo. Ciò comportò alcune modifiche alla sceneggiatura, l'assunzione di sceneggiatori neri e l'aggiunta di Leonard Simon al cast. Lo spettacolo fu annullato dopo tre mesi dalla prima televisiva.

## Trama
Keith Burrows è un meteorologo per la KPOX-TV di Venice, in California. Un giorno, mentre fa jogging, passa in un mercato delle pulci e sbatte contro uno dei tavoli causando la caduta di una vecchia bottiglia verde. Burrows è costretto a comprare la bottiglia e la porta a casa con lui. Più tardi, quella notte, il suo gatto provoca la fuoriuscita del genio Shabu dalla bottiglia. Il genio dice a Burrows di essere stato imprigionato nel contenitore per 196 anni e gli offre i suoi servizi per 2000 anni o fino alla sua morte, "se questa si verifica prima". 
Shabu resta poi un po' deluso dallo stile di vita modesto di Burrows avendo vissuto in palazzi reali con personaggi storici come Cleopatra, Re Artù e Napoleone Bonaparte. Gran parte dell'umorismo della serie deriva dal carattere bizzarro di Shabu che spesso usa i suoi poteri per giocare scherzi a Burrows e in generale provocargli imbarazzo nella vita quotidiana. Egli, tuttavia, a volte aiuta Burrows in particolare nei suoi problemi lavorativi. 

## Personaggi e interpreti
- Shabu (13 episodi), interpretato da T.K. Carter.
- Keith Burrows (13 episodi), interpretato da Richard Gilliland.
- Meagan Huxley (13 episodi), interpretato da Ellen Maxted.
- Nelson Marriott (13 episodi), interpretato da Rod McCary.
- Chuck (13 episodi), interpretato da Richard Schaal.
- Professor Bob (13 episodi), interpretato da Hamilton Camp.
- Jim Dexter (13 episodi), interpretato da Leonard Simon.

### Guest star
Tra le guest star: Charles Brame, Hector Britt, Ed Kenney, Lynne Moody, Doris Singleton, Jack Fletcher, Linda Ann Wyatt, Cyndi James-Reese, Brodie Greer, Tawny Moyer, Curtis Taylor, Earl Boen, Dr. Joyce Brothers, Greta Blackburn, Andrew Boyer, Raleigh Bond, Blanche Rubin, Danny Dayton, Don Gibb, Mando Guerrero, H.B. Haggerty, Tony Longo, Tab Hunter, Roy Orbison, John Steadman, Dody Goodman, Richard Moll, Hamilton Mitchell, Don Chaffin, Lillian Adams.

## Produzione
La serie, ideata da Lawrence Gordon e Charles Gordon, fu prodotta da Lawrence Gordon Productions e Lorimar Productions e girata negli studios della Metro-Goldwyn-Mayer a Culver City e a Venice in California. Le musiche furono composte da Joseph Conlan.

### Registi
Tra i registi sono accreditati:
- John Astin in 6 episodi (1983)
- Alan Bergmann in 3 episodi (1983)
- Bob Sweeney in 3 episodi (1983)

### Sceneggiatori
Tra gli sceneggiatori sono accreditati:
- James Berg in 3 episodi (1983)
- Stan Zimmerman in 3 episodi (1983)
- Tony Colvin in 2 episodi (1983)
- Scott Spencer Gordon in 2 episodi (1983)
- Linda Morris in 2 episodi (1983)
- Ria Nepus in 2 episodi (1983)
- Vic Rauseo in 2 episodi (1983)

## Distribuzione
La serie fu trasmessa negli Stati Uniti dal 20 settembre 1983 al 27 dicembre 1983 sulla rete televisiva ABC. In Italia è stata trasmessa con il titolo Un tocco di genio.
Alcune delle uscite internazionali sono state:
- negli Stati Uniti il 20 settembre 1983 (Just Our Luck)
- in Finlandia (Oho, olipa tosi huono säkä)
- in Italia (Un tocco di genio)

## Episodi
| Stagione       | Episodi | Prima TV USA |
| -------------- | ------- | ------------ |
| Prima stagione | 13      | 1983         |

## Biografia
- Bogle, Donald. Blacks in American films and Television: An Encyclopedia. New York: Simon & Schuster, 1989. ISBN 0-671-67538-9
- Castleman, Harry and Walter J. Podrazik. Harry and Wally's Favorite TV Shows. New York: Prentice Hall Press, 1989. ISBN 0-13-933250-2
- Lentz, Harris M. Science Fiction, Horror & Fantasy Film and Television Credits Supplement: Through 1987. Vol. 1. Jefferson, North Carolina: McFarland, 1989. ISBN 0-89950-364-0
- MacDonald, J. Fred. Blacks and White TV: African Americans in Television Since 1948. 2nd ed. Chicago: Nelson-Hall Publishers, 1992. ISBN 0-8304-1326-X
- Terrace, Vincent. Encyclopedia of Television Shows, 1925 Through 2007. Vol. 1. Jefferson, North Carolina: McFarland, 2008. ISBN 0-7864-3305-1